# José Pardo Bazán
José Pardo Bazán y Mosquera (La Coruña, 1827-La Coruña, 1890) fue un político español, padre de la escritora Emilia Pardo Bazán, primer conde de Pardo Bazán y diputado a Cortes durante el reinado de Isabel II y el Sexenio Democrático.

## Biografía
Nació el 20 de junio de 1827 en La Coruña y quedó pronto huérfano de padre. En 1848, su madre, Joaquina Mosquera, fue asesinada por su segundo marido, que se suicidaría acto seguido.
José Pardo Bazán estudió en la Universidad de Santiago de Compostela y, afín al Partido Progresista, habría sido alcalde de La Coruña en 1854 y diputado tanto durante el reinado de Isabel II, entre 1855 y 1856, sustituyendo a Vicente Alsina Selisis, como en el Sexenio Democrático, en las elecciones constituyentes de 1869, en ambos casos por La Coruña. Como diputado, se opuso a ciertas iniciativas desamortizadoras que podían generar especulación económica y defendió la propiedad privada.
Fue redactor del periódico madrileño La Discusión y autor de una Memoria sobre la necesidad de establecer escuelas de agricultura en Galicia (1862). En 1871, la Santa Sede le concedió el título de conde de Pardo Bazán por su postura en defensa de la Iglesia en las Cortes de 1869. Padre de la literata Emilia Pardo Bazán, falleció en su ciudad natal en 1890.